# Бурульча
Бурульча́ (укр. Бурульча, крымскотат. Burulça, Бурулча) — река в Крыму, приток Салгира.

## Описание
Длина реки 76,0 км, площадь водосборного бассейна 241 км², уклон реки 13,1 м/км, среднемноголетний сток, на гидропосте Межгорье, составляет 0,461 м³/с, в устье — 0,1 м³/с. Начало реки расположено между Демерджи-яйлой и Долгоруковской яйлой на северо-западных склонах массива Тырке, истоком в настоящее время принято считать родник, названный «Исток Бурульчи верхний» на высоте 1095 м (в материалах «Партии Крымских Водных изысканий Крыма» 1916 года высота источника определена в 1084 м). В той же работе зафиксировано 11 родников в горной части Бурульчи. В труде профессора А. Н. Козловского начала 1860-х годов «Сведения о количестве и качестве воды в селениях, деревнях и колониях Таврической губернии» утверждается, что река образуется слиянием рукавов-истоков Тырке и Хобах, текущих в глубоких оврагах.
Русло реки вытянуто в меридиональном направлении, в верховье она течёт по живописному каньону, пересекает все три гряды Крымских гор и выходит в степной Крым. Впадает в реку Салгир в 93 км от устья, у села Новоникольское. Ранее устье находилось в 1 км северо-восточнее Новоникольского, но уже в первой половине XX века река перестала дотекать до Салгира (в 1915 году Николай Рухлов отмечал отсутствие воды в русле ниже деревни Кой-Аран — примерно в 2 км ниже по течению современного села Цветочное) и в наше время доходит только дренажная канава, наполняющаяся в паводки.
У Бурульчи 8 притоков длиной менее 5 километров, главные — балки Васильки, Малая Бурульча, Партизанка, Суат, водоохранная зона реки установлена в 200 м.

## История

У подножия Юке-Тепе в русле Бурульчи
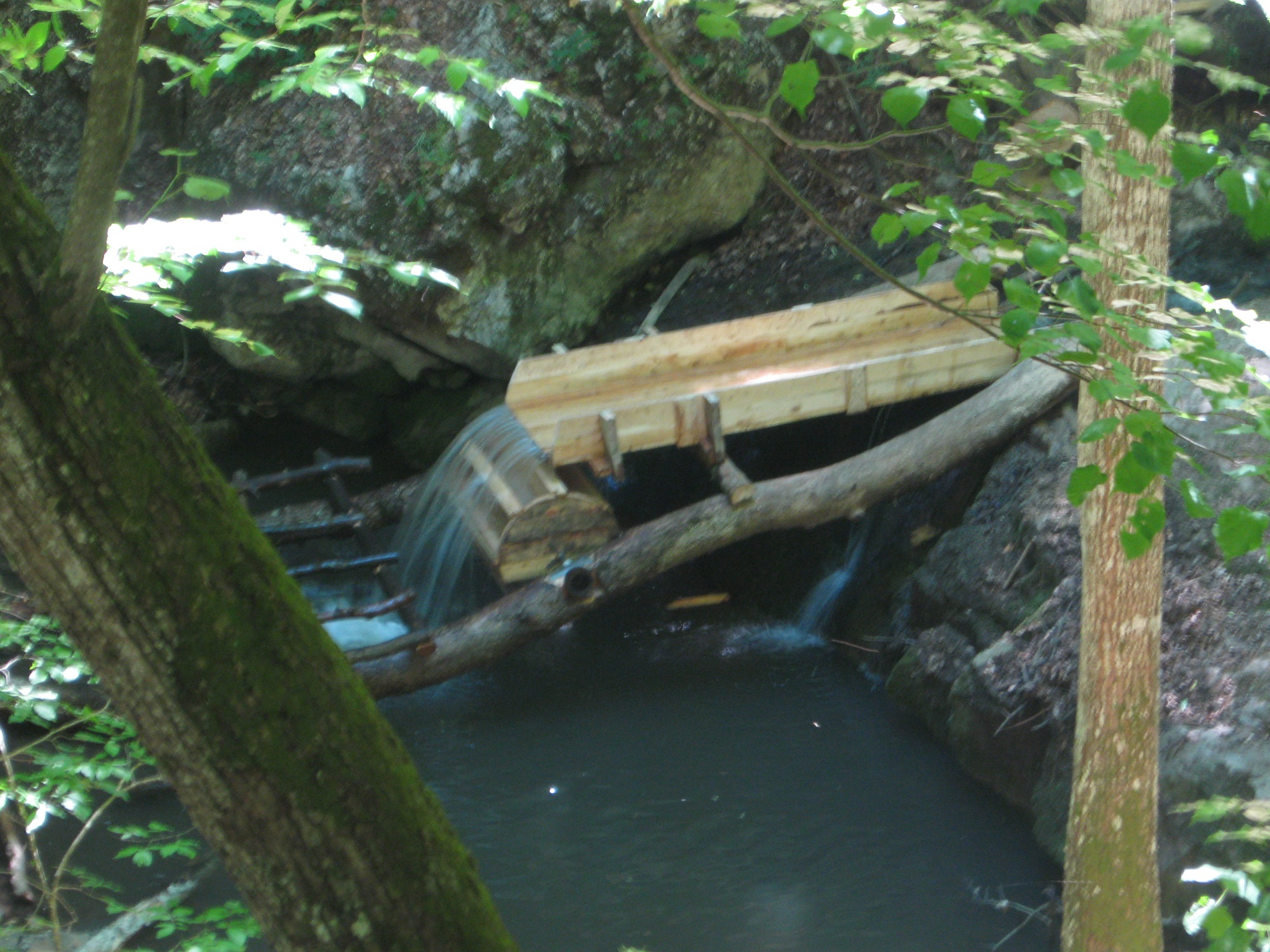
Партизанская мельница на Бурульче (реконструкция)
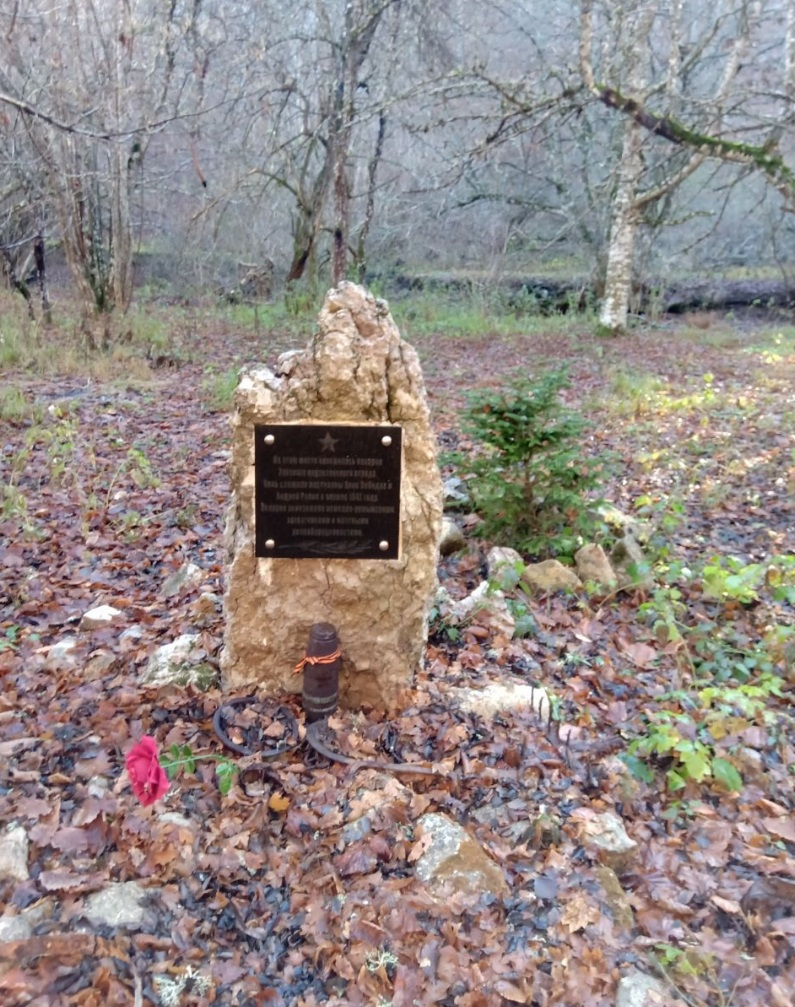
Знак на месте партизанской пекарни
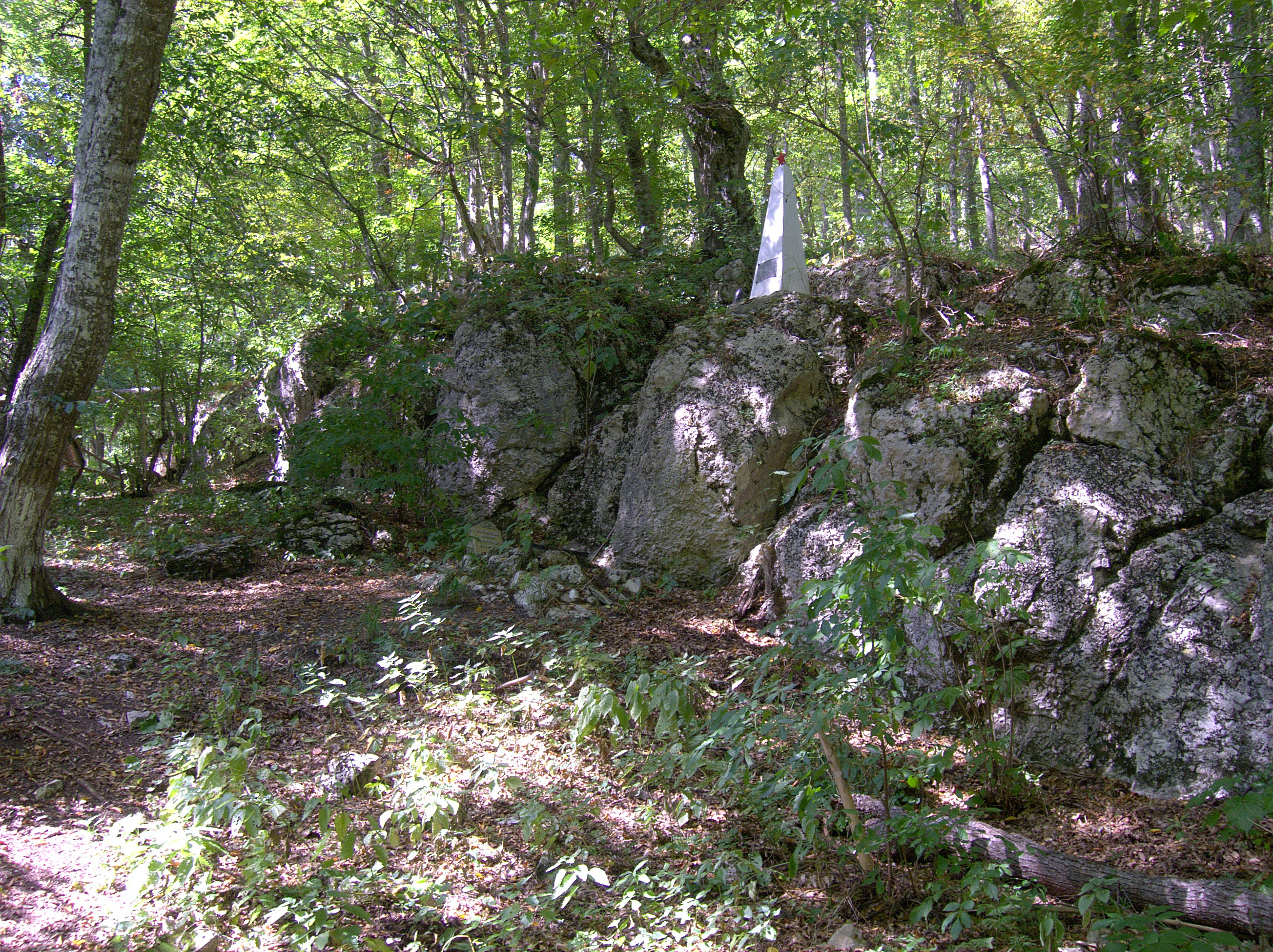
Место подвига и героической гибели 24 июля 1942 Халанского Макара, Чубарова Леонида, Кострубей Нины Петровны

Район зуйских лесов стал в ноябре 1941 года местом базирования 2-го района партизан Крыма (Зуйские и Карасубазарские леса) в который вошли Карасубазарский, Джанкойский, Ичкинский, Колайский, Сейтлерский, Зуйский, Биюк-Онларский отряды, а позднее Красноармейский отряд № 1 и Красноармейский отряд № 2.
Сеть глубоких речных долин (Бурульча, Малая Бурульча, Суат) между Долгоруковской яйлой, хребтом Яман-Таш и яйлой Орта-Сырт давала партизанам возможности манёвра силами и отхода. Даже после временных отходов после больших прочёсов район вскоре занимался партизанами. Дополнительно его ценность заключалась в наличии на юге Орта-Сырта Малого партизанского аэродрома.